# Голий ланч (фільм)
«Голий ланч» (англ. Naked Lunch) — канадський сюрреалістичний фільм 1991 року, знятий за мотивами однойменного роману з 1959 року американського письменника Вільяма Берроуза.
Вільям Лі працює винищувачем комах. Одного разу він виявляє, що отруйного порошку не вистачає. Виявляється, що дружина Вільяма потайки вживає цей порошок як наркотик. Незабаром у самого Білла з'являються галюцинації, він починає вважати себе секретним агентом, якому гігантський жук дав завдання вбити його дружину Джоану Лі, яка є агентом організації «Інтерзона».

## Сюжет
Дезінсектор Вільям Лі виявляє, що в нього регулярно зникає порошок, яким він труїть комах. Його друг робить з цього приводу коментар, що це знак про необхідність змінити роботу. Та повернувшись додому, Вільям бачить, що це його дружина Джоан вживає порошок як наркотик, і пропонує чоловікові спробувати також. Несподівано дезінсектором цікавиться поліція через його минуле захоплення наркотиками. Поліціянти обшукують будинок і показують Вільяму велетенського жука. Той каже, що Джоан — агентка країни Інтерзона і її треба вбити не пізніше, ніж через тиждень. Вільям убиває жука. Потім він виявляє, що Джоан зраджує йому з Генком, одним зі його друзів-письменників. Вільям випадково вбиває дружину.
Після цього він зустрічає в барі гуманоїда, який каже Вільяму, що він сам агент, засланий до «Інтерзони». Вільям, почавши вірити в це, тікає в Північну Африку до Інтерзони під виглядом письменника. При цьому починає вживати різні наркотики, а його друкарська машинка Clark Nova перетворюється на балакучого жука. Цей жук диктує тексти, які Вільям неохоче набирає. Вони стають основою для його майбутньої книги «Голий ланч».
Жук наказує знайти доктора Бенвея. Вільям краде друкарську машинку Бенвея, яка теж виявляється жуком. Його жук знищує машинку і доручає дізнатися, що пише Джоан Фрост, двійниця дружини Вільяма. Стається сварка з чоловіком Джоан, Томом. Вільям також зустрічає Іва Клоке, молодого гея зі Швейцарії, якого гуманоїд наказує спокусити. Пізніше Вільям виявляє, що Ів — це замаскована величезна багатоніжка.
Вільям робить висновок, що доктор Бенвей таємно планує операцію з продажу наркотиків під назвою «чорне м'ясо», які отримуються з кишок гігантських бразильських багатоніжок. Він зустрічає економку Тома, Фаделу, яку раніше помічали за продажем наркотиків. Фадела виявляється переодягненим доктором Бенвеєм. Після того, як гуманоїд вербує Вільяма як подвійного агента для операції з продажу чорного м'яса, Вільям завершує свій звіт і тікає до Анексії разом з Джоан.
На кордоні у Вільяма вимагають довести, що він письменник. Він застрелює Джоан, що прикордонники радісно вітають і пропускають до Анексії.

## У ролях
| Актор               | Роль                       |
| ------------------- | -------------------------- |
| Пітер Веллер        | Білл Лі                    |
| Джуді Девіс         | Джоан Фрост / Джоан Лі     |
| Ієн Голм            | Том Фрост                  |
| Джуліан Сендс       | Ів Клоке                   |
| Рой Шайдер          | доктор Бенвей              |
| Монік Меркюр        | Фадела                     |
| Ніколас Кемпбелл    | Генк                       |
| Майкл Зелнікер      | Мартін                     |
| Роберт А. Силверман | Ганс                       |
| Джозеф Скорен       | Кікі                       |
| Пітер Борецькі      | голоси істот / винищувач 2 |
| Юваль Деніел        | Хафід                      |
| Джон Фрізен         | Гаузер                     |
| Шон МакКенн         | О'Браєн                    |
| Говард Джером       | Ей Джей Коен               |
| Майкл Каруана       | лихвар                     |
| Курт Реіс           | винищувач 1                |
| Луїс Феррейра       | винищувач 3                |
| Джуліан Річінгс     | винищувач 4                |

## Саундтрек
| Список треків | Список треків                              | Список треків |
| #             | Назва                                      | Тривалість    |
| ------------- | ------------------------------------------ | ------------- |
| 1.            | «Naked Lunch»                              | 2:28          |
| 2.            | «Hauser And O'Brien/Bugpowder»             | 2:39          |
| 3.            | «Mugwumps»                                 | 2:54          |
| 4.            | «Centipede»                                | 2:05          |
| 5.            | «The Black Meat»                           | 1:25          |
| 6.            | «Simpatico/Misterioso»                     | 1:34          |
| 7.            | «Fadela's Coven»                           | 3:33          |
| 8.            | «Interzone Suite»                          | 5:13          |
| 9.            | «William Tell»                             | 1:44          |
| 10.           | «Mujahaddin»                               | 1:57          |
| 11.           | «Intersong»                                | 3:47          |
| 12.           | «Dr. Benway»                               | 3:14          |
| 13.           | «Clark Nova Dies»                          | 2:06          |
| 14.           | «Ballad/Joan»                              | 2:39          |
| 15.           | «Cloquet's Parrots/Midnight Sunrise»       | 1:45          |
| 16.           | «Nothing Is True; Everything Is Permitted» | 1:56          |
| 17.           | «Welcome To Annexia»                       | 3:35          |
| 18.           | «Writeman»                                 | 3:53          |
| 48:27         |                                            |               |